# آنتیفا

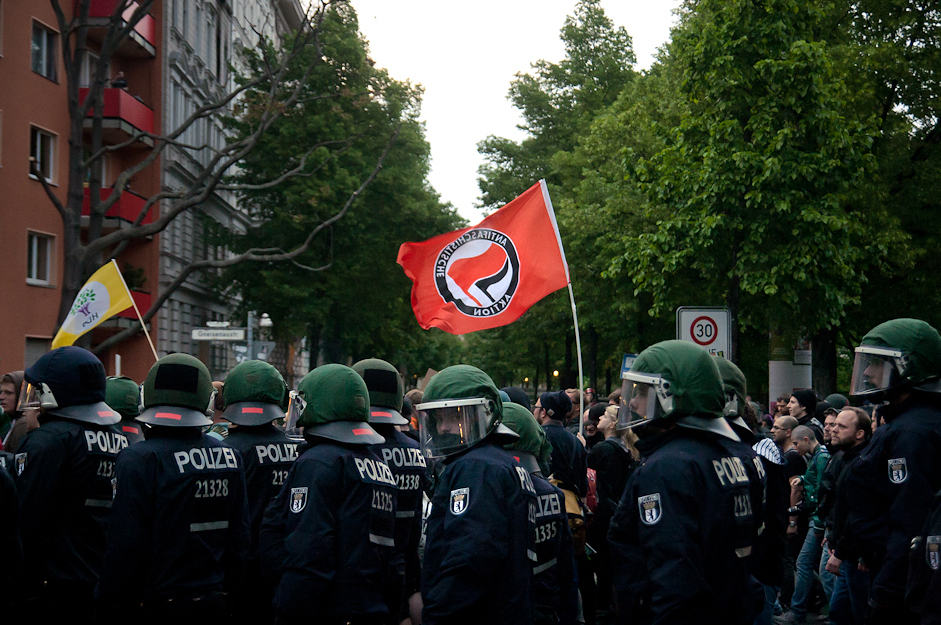
تظاهرات آنتیفا در سال ۲۰۱۴ در برلین

آنتیفا یا به صورت کامل، آنتیفاشیستیشه آکسیون (به انگلیسی: Antifaschistische Aktion)؛ به معنای جنبش ضدفاشیستی) یک شبکه شبه‌نظامی ضدفاشیستی در آلمان است که از سال ۱۹۸۰ فعال است. هرچند این جنبش جدید است اما حزب کمونیست آلمان پیش از این در سال ۱۹۳۲ از نام «آنتیفاشیستیشه آکسیون» در روزنامه‌های خود استفاده کرده بود.

## پیشینه
برخی گروه‌های آنتی‌فا خاستگاه خود را از هنگام مبارزه با فاشیست‌های اروپا در دهه‌های ۱۹۲۰ (میلادی) و ۱۹۳۰ (میلادی) می‌دانند. هنگامی که بنیتو موسولینی در میانه دهه ۱۹۲۰ (میلادی) توسط حزب ملی فاشیست قدرت خود را تثبیت کرد جنبش ضد فاشیست در ایتالیا و دیگر کشورها مانند آمریکا ظاهر شدند. بسیاری از رهبران ضد فاشیست در ایالات متحده، سندیکالیست‌ها، آنارشیست‌ها و مهاجران سوسیالیست ایتالیا در ستیز با فاشیسم بودند. پس از جنگ جهانی دوم و پس از توسعه جنبش امروزی آنتیفا، مقابله‌های خشونت‌آمیز با عناصر فاشیست به‌طور پیوسته ادامه داشت.
آنتیفا به دنبال برهم زدن سخنرانی‌های راست افراطی و گردهمایی‌های آلت‌رایت (راست‌گرایی آلترناتیو) است و برای این کار از شیوه‌های گوناگونی چون دادوفریاد، خواندن سرود، و تشکیل زنجیره انسانی برای جلوگیری از حرکت تظاهرکنندگان راست‌گرا استفاده می‌کنند. آنتیفا، با نئونازیسم، نئوفاشیسم، نژادپرستی و معتقدان به برترپنداری نژاد سفید مخالف است.

## شیوه کار
همچون دیگر جنبش‌های اعتراضی که ریشه آنها به آنارشیست‌های آلمان غربی در دوران جنگ سرد برمی‌گردد هواداران آنتیفا بشتر، همگی لباس سیاه می‌پوشند و گاهی صورتشان را با ماسک یا کلاه کاسکت می‌پوشانند تا گروه‌های رقیب و پلیس نتوانند آنها را بشناسند. استفاده از این راهکنش ترساننده، به آنها امکان می‌دهد که همگی با هم به عنوان یک گروه ناشناس اقدام کنند. آنها گروه‌های فرعی هم دارند. یک گروه آنتیفا در ایالت اورگن «واحد خوردنی» دارد که در زمان تظاهرات به معترضان آب و غذا می‌رساند. برخی از گروه‌های آنتیفا در فضای مجازی، گروه‌های راست افراطی را زیر نظر می‌گیرند. آنها اطلاعاتی شخصی طرف‌های مقابل را در اینترنت منتشر می‌کنند و باعث اخراج بعضی از طرفداران آلت‌رایت می‌شوند. آنها همچنین از روش‌های سنتی‌تر محلی برای راه‌اندازی تجمع و تظاهرات استفاده می‌کنند. افراطی‌ترین گروه‌های آنتیفا ممکن است اسپری فلفل، چاقو، سنگ، و زنجیر داشته باشند. آنتیفا خشونت را کاملاً نفی نمی‌کنند.